# Australiens Grand Prix
Australiens Grand Prix är en deltävling i Formel 1-VM. Tävlingen startade i Adelaide men körs numera på Albert Park i Melbourne där det under nuvarande kontraktet gäller till och med säsongen 2035.
Australiens Grand Prix i Formel 1 hade premiär 1985, och avslutade Formel 1-säsongerna åren 1985-1995. Loppet inledde sedan Formel 1-säsongerna åren 1996-2019 med undantag för säsongerna 2006, 2010 och 2011.

## Vinnare Australiens Grand Prix
| År   | Bana        | Förare               | Konstruktör      |
| ---- | ----------- | -------------------- | ---------------- |
| 1985 | Adelaide    | Keke Rosberg         | Williams-Honda   |
| 1986 | Adelaide    | Alain Prost          | McLaren-TAG      |
| 1987 | Adelaide    | Gerhard Berger       | Ferrari          |
| 1988 | Adelaide    | Alain Prost          | McLaren-Honda    |
| 1989 | Adelaide    | Thierry Boutsen      | Williams-Renault |
| 1990 | Adelaide    | Nelson Piquet        | Benetton-Ford    |
| 1991 | Adelaide    | Ayrton Senna         | McLaren-Honda    |
| 1992 | Adelaide    | Gerhard Berger       | McLaren-Honda    |
| 1993 | Adelaide    | Ayrton Senna         | McLaren-Ford     |
| 1994 | Adelaide    | Nigel Mansell        | Williams-Renault |
| 1995 | Adelaide    | Damon Hill           | Williams-Renault |
| 1996 | Albert Park | Damon Hill           | Williams-Renault |
| 1997 | Albert Park | David Coulthard      | McLaren-Mercedes |
| 1998 | Albert Park | Mika Häkkinen        | McLaren-Mercedes |
| 1999 | Albert Park | Eddie Irvine         | Ferrari          |
| 2000 | Albert Park | Michael Schumacher   | Ferrari          |
| 2001 | Albert Park | Michael Schumacher   | Ferrari          |
| 2002 | Albert Park | Michael Schumacher   | Ferrari          |
| 2003 | Albert Park | David Coulthard      | McLaren-Mercedes |
| 2004 | Albert Park | Michael Schumacher   | Ferrari          |
| 2005 | Albert Park | Giancarlo Fisichella | Renault          |
| 2006 | Albert Park | Fernando Alonso      | Renault          |
| 2007 | Albert Park | Kimi Räikkönen       | Ferrari          |
| 2008 | Albert Park | Lewis Hamilton       | McLaren-Mercedes |
| 2009 | Albert Park | Jenson Button        | Brawn-Mercedes   |
| 2010 | Albert Park | Jenson Button        | McLaren-Mercedes |
| 2011 | Albert Park | Sebastian Vettel     | Red Bull-Renault |
| 2012 | Albert Park | Jenson Button        | McLaren-Mercedes |
| 2013 | Albert Park | Kimi Räikkönen       | Lotus-Renault    |
| 2014 | Albert Park | Nico Rosberg         | Mercedes         |
| 2015 | Albert Park | Lewis Hamilton       | Mercedes         |
| 2016 | Albert Park | Nico Rosberg         | Mercedes         |
| 2017 | Albert Park | Sebastian Vettel     | Ferrari          |
| 2018 | Albert Park | Sebastian Vettel     | Ferrari          |
| 2019 | Albert Park | Valtteri Bottas      | Mercedes         |
| 2020 | Kördes ej   | Kördes ej            | Kördes ej        |
| 2021 | Kördes ej   | Kördes ej            | Kördes ej        |
| 2022 | Albert Park | Charles Leclerc      | Ferrari          |
| 2023 | Albert Park | Max Verstappen       | Red Bull Racing  |
| 2024 | Albert Park | Carlos Sainz, Jr.    | Ferrari          |
| 2025 | Albert Park | Lando Norris         | McLaren          |